# Lista histórica dos ducados da França
Lista histórica dos ducados da França do início do feudalismo no século IX até o fim  da Monarquia Francesa no século XIX.

## Histórico
Os ducados da França iniciados no século IX pelos reis Francos e membros de famíias principescas que compunham o império de Carlos Magno, herdaram e elas competiu a organização dos reinos carolíngios da França em ducados e condados federados como vassalos ao rei de França.

## Lista dos ducados da França

A França em 1477
Domínio real

- Ducado de Alençon (Lista)
- Ducado da Alsácia (Lista)
- Ducado da Aquitânia (Lista)
- Ducado de Auvergne (Lista)
- Ducado de Bar (Lista)
- Ducado de Berry (Lista)
- Ducado de Bourbon (Lista)
- Ducado da Borgonha (Lista)
- Ducado da Bretanha (Lista)
- Ducado de Coislin (Lista)
- Ducado de Dentelin
- Ducado de Etampes
- Ducado da Gasconha (Lista)
- Ducado de Guyenne (Lista)
- Ducado de Longueville (Lista)
- Ducado da Lorena (Lista)
- Ducado de Montpensier (Lista)
- Ducado de Nemours (Lista)
- Ducado de Nevers (Lista)
- Ducado da Normandia (Lista)
- Ducado de Orléans (Lista)

## 
- Este artigo foi inicialmente traduzido, total ou parcialmente, do artigo da Wikipédia em francês cujo título é «Liste historique des duchés de France».